# Ptilodon pallida
Ptilodon pallida är en fjärilsart som beskrevs av Marechal. 1911. Ptilodon pallida ingår i släktet Ptilodon och familjen tandspinnare. Inga underarter finns listade.